# Zamarada odontophora
Zamarada odontophora är en fjärilsart som beskrevs av Fletcher 1974. Zamarada odontophora ingår i släktet Zamarada och familjen mätare. Inga underarter finns listade i Catalogue of Life.